# Ciudad Cuauhtémoc
Ciudad Cuauhtémoc é uma cidade do estado de Chihuahua, no México. A terceira mais povoada do estado, está localizada na zona central do mesmo, a 100 quilómetros ao sudoeste da cidade Chihuahua, a capital do estado. Está considera como a porta de entrada da região da Serra Tarahumara.

## História
Cuauhtémoc é uma das cidades mais jovens do estado de Chihuahua, seu desenvolvimento teve lugar ao aumentar sua população e esse mesmo ano foi constituída em una zona municipal de Cusihuiriachi. Chamada San Antonio de los Arenales, ante o crescimento, o Congreso de Chihuahua resolveu constituir a San Antonio de los Arenales e independente, dando o título de município. Levando o nome de Cuauhtémoc, em honra de Cuauhtémoc o último Imperador Asteca.
Em 9 de janeiro de 1948, por decreto publicado pelo governador Fernando Foglio Miramontes, Cuauhtémoc alcançou o estatuto de cidade.

## Demografia
De acordo com o Senso de População e Habitação de 2005 levado a cabo pelo Instituto Nacional de Estatística, Geografia e Informática, Cuauhtémoc tem uma população de 98,725 habitantes, dos quais 47,712 são homens e 51,013 são mulheres. Isso indica que na cidade se contra 74% da população do município de Cuauhtémoc, que é de um total de 135,785. Tanto os povos da etnia rarámuri, como uma importante comunidade de menonitas, assentados na região, são bilíngues.

## Educação
A cidade de Cuauhtémoc conta com algumas instituições de educação superior que cobrem boa parte da demanda educativa no noroeste do estado de Chihuahua. A instituição mais importante por seu número de alunos é o Instituto Tecnológico de Ciudad Cuauhtémoc (ITCC), o qual é de regimento público, também esta a Universidade Noroeste de Chihuahua (UNO) e um campus da Universidade Regional do Norte (URN), as quais são de regimento privado. Assim mesmo se tem extensões da Universidade Autónoma de Chihuahua (UACH) e a Universidade Autónoma de Ciudad Juarez (UACJ).

## Econômia

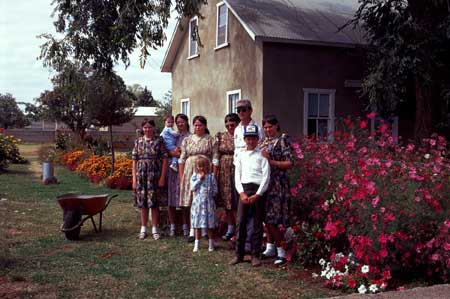
A imagem retrata uma família na cidade de Cuauhtémoc.

A Ciudad de Cuauhtemoc se encontra na chamada "Rota da Maça", que abrange os municípios de Cuauhtémoc, Cusihuiriachic, Carichi e Guerrero esta rota produz excelentes maçãs reconhecida nacionalmente. Ciudad Cuauhtémoc não é exceção neste domínio, uma vez que grande parte da área e à saída da cidade para a capital do estado, a cidade de Chihuahua, coberto de pomares de maçã, uma das empresas produturas de maçã é a mais famosa Norteñita SA, que se baseia na cidade. A produção de maçã é o pilar econômico do Ciudad Cuauhtemoc, mas também em uma cidade encontra o crescimento comercial.

## Clima
Cuauhtemoc está localizada numa zona semi-seco temperado, que tem verão com temperaturas amenas, mas o inverno é muito frios, com frequentes acontece nevascas e as temperaturas podem cair até abaixo de -15°C, é conhecida por sofrer tempestades de granizo no verão regularmente afetando os campos agrícolas que a cercam. A temperatura média anual é de 4 a 25 °C, a precipitação média anual é de 500 a 600 mm.
| Dados climatológicos para Ciudad Cuauhtémoc       | Dados climatológicos para Ciudad Cuauhtémoc | Dados climatológicos para Ciudad Cuauhtémoc | Dados climatológicos para Ciudad Cuauhtémoc | Dados climatológicos para Ciudad Cuauhtémoc | Dados climatológicos para Ciudad Cuauhtémoc | Dados climatológicos para Ciudad Cuauhtémoc | Dados climatológicos para Ciudad Cuauhtémoc | Dados climatológicos para Ciudad Cuauhtémoc | Dados climatológicos para Ciudad Cuauhtémoc | Dados climatológicos para Ciudad Cuauhtémoc | Dados climatológicos para Ciudad Cuauhtémoc | Dados climatológicos para Ciudad Cuauhtémoc | Dados climatológicos para Ciudad Cuauhtémoc |
| Mês                                               | Jan                                         | Fev                                         | Mar                                         | Abr                                         | Mai                                         | Jun                                         | Jul                                         | Ago                                         | Set                                         | Out                                         | Nov                                         | Dez                                         | Ano                                         |
| ------------------------------------------------- | ------------------------------------------- | ------------------------------------------- | ------------------------------------------- | ------------------------------------------- | ------------------------------------------- | ------------------------------------------- | ------------------------------------------- | ------------------------------------------- | ------------------------------------------- | ------------------------------------------- | ------------------------------------------- | ------------------------------------------- | ------------------------------------------- |
| Temperatura máxima recorde (°C)                   | 33                                          | 28                                          | 33                                          | 36                                          | 46                                          | 42                                          | 40                                          | 39                                          | 36                                          | 34                                          | 32                                          | 29                                          | 35                                          |
| Temperatura máxima média (°C)                     | 20                                          | 23                                          | 26                                          | 30                                          | 36                                          | 36                                          | 34                                          | 33                                          | 30                                          | 28                                          | 24                                          | 19                                          | 25                                          |
| Temperatura mínima média (°C)                     | −5                                          | −3                                          | −2                                          | 0                                           | 0                                           | 7                                           | 10                                          | 10                                          | 6                                           | 0                                           | −3                                          | −4                                          | 4                                           |
| Temperatura mínima recorde (°C)                   | −15                                         | −12                                         | −11                                         | −5                                          | −2                                          | 1                                           | 3                                           | 5                                           | 0                                           | −6                                          | −11                                         | −16                                         | −15                                         |
| Precipitação (mm)                                 | 68                                          | 57                                          | 41                                          | 48                                          | 66                                          | 173                                         | 313                                         | 293                                         | 272                                         | 148                                         | 43                                          | 64                                          | 499                                         |
| Fonte: Servicio Meteorológico Nacional 08/10/2010 |                                             |                                             |                                             |                                             |                                             |                                             |                                             |                                             |                                             |                                             |                                             |                                             |                                             |